# Gmina Washington (hrabstwo Adams, Iowa)

Położenie Gminy Washington w hrabstwie Adams

Gmina Washington (ang. Washington Township) – gmina w USA, w stanie Iowa, w hrabstwie Adams. Według danych z 2000 roku gmina miała 152 mieszkańców.